# Franciszek Małęczyński
Franciszek Małęczyński herbu Korwin – podstoli wendeński w latach 1764-1769, sędzia kapturowy powiatu żydaczowskiego w 1764 roku.